# جک کلمنت
جک کلمنت (انگلیسی: Jack Clement؛ ۵ آوریل ۱۹۳۱ – ۸ اوت ۲۰۱۳) یک موسیقی‌دان اهل ایالات متحده آمریکا بود. وی بین سال‌های ۱۹۵۳ تا ۲۰۱۳ میلادی فعالیت می‌کرد.